# Johann Friedrich Anton Fleischmann

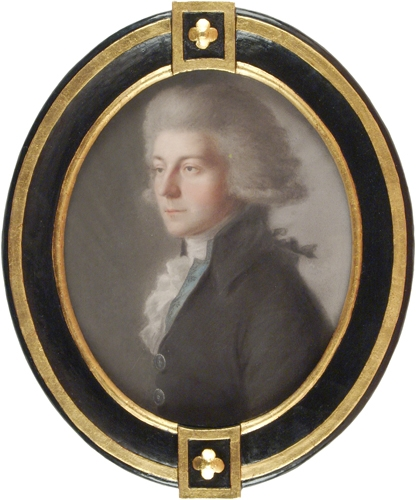
J. Friedr. A. Fleischmann Meininger Museen

Joseph oder Johann Friedrich Anton Fleischmann (* 19. Juli 1766 in Marktheidenfeld; † 30. November 1798 in Meiningen) war ein deutscher Komponist, Violinist und Pianist.

## Leben
Friedrich Fleischmann wurde als 10. Kind des ortsansässigen Schulmeisters Johann Friedrich Michael Fleischmann und dessen Frau Eva Maria in Marktheidenfeld geboren. Schon sein Vater trat als Komponist in Erscheinung und förderte die musikalischen Neigungen seines Sohnes, so dass dieser schon mit acht Jahren als Klavierspieler öffentlich auftrat und schon früh zu komponieren begann. Die im Umkreis von Marktheidenfeld wirkenden Komponisten und Musiker, die Patres Franz Xaver Bitthäuser und Peter Dornbusch vom Stift der Augustiner-Chorherren Triefenstein sowie Peregrin Pögl von der Benediktinerabtei Neustadt, waren neben dem Vater seine ersten Lehrer. Aus der örtlichen Schule wechselte er im Alter von elf Jahren an das Gymnasium in Mannheim, wo er von Ignaz Holzbauer und Abbé Vogler unterrichtet wurde. Ab 1782 studierte er an der Universität Würzburg, wo er 1783 zum Dr. phil. promovierte und dann weiter Jura studierte.
Kurzfristig war er 1786/87 als Privatsekretär und Erzieher beim fürstlich Thurn- und Taxisschen Regierungspräsidenten von Welden in Regensburg tätig. In dieser Zeit war er auf vielen Reisen in Süddeutschland unterwegs. 1787/88 wohnte er in Hopferstadt bei Ochsenfurt, wo sein Bruder, der Pfarrer Bonifatius (Thurecht) Fleischmann seit 1786 als Pfarrer wirkte und wohin auch seine Eltern 1786 verzogen waren.
Empfohlen nicht zuletzt durch seine musikalischen Arbeiten trat er im Jahre 1789 als „Cabinets-Secretaire“ in den Dienst des Herzogs Georg I. von Sachsen-Meiningen. Auf Wunsch des Herzogs änderte er seinen ersten Vornamen in Johann um. Als Beamter nahm er wie damals üblich die Religionszugehörigkeit des Herzogs an. 1792 heiratete er in Themar Johanna Christiane Louise von Schultes (1771–1856), eine Tochter aus der ersten Ehe von Johann Adolf von Schultes. Das Ehepaar Fleischmann hatte vier Kinder, drei Töchter (Fanni, Carolina und Wilhelmine) und einen Sohn (Wilhelm Thurecht).
Neben seiner Tätigkeit als Kabinettssekretär war Friedrich Fleischmann in der Meininger Hofkapelle als Musiker und daneben als Komponist und Musiktheoretiker tätig. Er verstarb am 30. November 1798 in Meiningen im Alter von nur 32 Jahren.

## Werke (Auswahl)
Seine Kompositionen erschienen überwiegend im Musikverlag André in Offenbach. Über sein kompositorisches Schaffen gibt Fleischmann selbst am 29. Juni 1796 in einem Brief an seinen Verleger Auskunft:

„Was ich bis an mein 24tes Lebensjahr niedergeschrieben habe, wurde alles als unbrauchbar und fehlervoll von mir cassirt. Nun erst fingen meine Produkte an grammaticalisch richtig zu seyn, und nun erst fasste ich den Muth, mit ihnen vor dem Publikum zu erscheinen. Von dieser Periode an habe ich mehrere Orchester Symphonien, Conzerte, Sonaten und Parthien für Blasinstrumente gesetzt, die nur zunächst dem hiesigen Publikum bekannt sind, auch einige Opern von Mozart für Blasinstrumente achtstimmig arrangiert.“

1796 schrieb er das Singspiel Die Geisterinsel.
In der Forschung wird es mittlerweile für sehr wahrscheinlich gehalten, dass das Wiegenlied „Schlafe, mein Prinzchen, schlaf ein“, welches bisher Wolfgang Amadeus Mozart (KV 350) oder dem Berliner Arzt Bernhard Flies zugeschrieben wurde, tatsächlich von Fleischmann stammt (Untersuchungen von E. Goretzki):

„Fleischmann vertonte nach neueren Forschungen als erster das berühmte, ursprünglich Mozart zugeschriebene, Wiegenlied 'Schlafe, mein Prinzchen, schlaf ein'. Der erste Takt ist mit der Flies’schen Version identisch, der weitere Verlauf weist Ähnlichkeiten auf, so dass man Fleischmann als den Schöpfer der Urfassung ansehen darf.“

### Werke mit Opuszahl
- Konzert für Klavier und Orchester C-Dur op. 1, 1794 bei Johann André in Offenbach gedruckt RISM ID: 990018339 OCLC 67978106
- Sonate für Klavier zu vier Händen G-Dur op. 2, 1795 bei Johann André in Offenbach gedruckt, I Largo - Presto in G-Dur II Andante in D-Dur III Menuetto. Allegro in G-Dur IV Finale. Allegro assai in G-Dur RISM ID: 990018340 RISM ID: 900007524 Abschrift aus dem Jahr 1800 RISM ID: 452014758 OCLC 916101873 (Digitalisat der Universität der Künste Berlin, Digitalisat der British Library)
- Konzert für Klavier und Orchester (oder Orgel) d-moll op. 3, 1796 bei Johann André in Offenbach gedruckt RISM ID: 990018341
- Konzert für Klavier und Orchester „Zur Feier des Friedens“ D-Dur op. 4, gedruckt bei Johann André in Offenbach, 1797 RISM ID: 990018342 OCLC 497112077
- Sinfonia A-Dur für Flöte, zwei Oboen, zwei Fagotte, zwei Hörner, zwei Violinen, zwei Violen und Bass op. 5, 1800 bei Johann André in Offenbach gedruckt, I Allegro II Andante III Menuetto. Allegro IV Presto RISM ID: 990018343 RISM ID: 280001809
- Sinfonie D-Dur für zwei Violinen, Viola, Violoncello und Bass Flöte, zwei Oboen, zwei Fagotte, zwei Hörner, zwei Clarinos und Pauken op. 6, 1807 bei Johann André in Offenbach gedruckt, I Largo in D-Dur II Andante in B-Dur III Menuetto. Allegro non molto in D-Dur IV Finale. Presto in D-Dur  RISM ID: 990018344 (Digitalisat der Badischen Landesbibliothek Karlsruhe) OCLC 699762627
- Ouvertüre zur „Geisterinsel“ op. 7, 1807 bei Johann André in Offenbach gedruckt RISM ID: 990018345

### Werke ohne Opuszahl
- Air mit Variationen für Klavier B-Dur, 1787 RISM ID: 991018456
- Salve Regina in A-Dur für Sopran, Orchester und Orgel, Abschrift aus dem Jahr 1790 RISM ID: 450008640
- „Die Geisterinsel“, Singspiel in drei Akten, Text: Friedrich Wilhelm Gotter, aufgeführt 1792 in Frankfurt am Main (aufgeführt bei RISM) und 1798 in Weimar RISM ID: 280000071 RISM ID: 200022488 Abschrift des Textbuchs, um 1799 OCLC 248923387
- Wiegenlied aus Gotters Esther, veröffentlicht 1796 und 1800,  Strophenlied mit drei Textstrophen, für Singstimme und Klavier, den Töchtern Friedrich Wilhelm Gotters gewidmet RISM ID: 455003346 RISM ID: 452017499 Druck bei Johann André in Offenbach 1796 (Digitalisat beim Münchener Digitalisierungszentrum) RISM ID: 990018337
  - Schlafe mein Prinzchen (es ruhen Schäfchen und Vögelchen nun) in G-Dur für Singstimme und Gitarre, drei Strophen, Text: Friedrich Wilhelm Gotter RISM ID: 455003346 RISM ID: 451500348 RISM ID: 200022489
- Einige Lieder, verfasst von der Fürstin von Neuwied mit Melodien von Friedrich Fleischmann, I Maria II Aufforderung OCLC 165636374 III Emma von Holdberg OCLC 165636377 IVDas Vorige V Im Grabe Ruhe OCLC 165636384VI An die Guitarre VII Erfahrungen OCLC 165636380, für Singstimme und Klavier, IV und VII mit Gitarre, 1798 bei Breitkopf & Härtel in Leipzig gedruckt RISM ID: 990018336
- Sinfonia Nr. 4 F-Dur für zwei Violinen,  zwei Oboen, zwei Hörner, zwei Fagotte, Viola, Violoncello und Bass, I Larghetto in F-Dur, Abschrift aus dem Jahr 1798 liegt vor RISM ID: 1001009982
- Partia (Partita) Nr. 3 für Klarinette, Fagott und 2 Hörner Es-Dur, I Allegro molto in Es-Dur II Romanza. Andante in B-Dur III Menuetto con Trio. Allegro Es-Dur IV Finale. Allegro Es-Dur RISM ID: 200022492
- Quartett Nr 4 für Klarinette und Fagott und 2 Hörner F-Dur, I Allegro in F-Dur II Romanza. in B-Dur III Menuetto con Trio I e Trio II. Allegretto IV Finale. Rondo Presto F-Dur RISM ID: 200022493
- Quartett Nr. 5 für Klarinette und Fagott und 2 Hörner B-Dur, I Adagio in B-Dur II Menuetto con Trio. Allegro III Tema con Variazioni e Finale. Andante in B-Dur IV  Menuetto. Allegro B-Dur RISM ID: 200022494
- Quartett Nr. 6 für Klarinette und Fagott und 2 Hörner Es-Dur, I Allegro molto in Es-Dur  II Romanza. Andantino in Es-Dur  III Menuetto con Trio. Allegretto IV  Finale. Presto in Es-Dur RISM ID: 200022494
- Parthia (Partita) für  zwei Klarinetten, zwei Oboen, Flöte, zwei Hörner, zwei Fagotte, Kontrabass oder Kontrafagott und Quartfagott in B-Dur RISM ID: 200022491
- Sinfonia für zwei Violinen, Viola, Violoncello, Kontrabass, Flöte, zwei Oboen, zwei Klarinetten, zwei Fagotte, zwei Hörner und Pauken in d-Moll, I Allegro maestoso in d-Moll II Adagio con moto B-Dur  III Menuetto Allegro in d-Moll IV  Finale. Presto in D-Dur RISM ID: 1001009983
- „Die Schifffahrt“ für Singstimme und Klavier, Text: Christian Adolph Overbeck, Incipit:  Das waren mir selige Tage RISM ID: 452017498
- „Mein Wunsch“ für Singstimme und Klavier, Incipit: Wenn ich einst an meiner Laufbahn Ziel RISM ID: 452015799

### Schriften
Erst nach seinem Tod erschien 1799 die musiktheoretische Abhandlung: Wie muss ein Tonstück beschaffen seyn, um gut genannt zu werden? - Was ist erforderlich zu einem vollkommenen Componisten. In: Allgemeine Musikalische Zeitung. Nr. 14 und 15, 1799.

## Nachfahren
Friedrich Fleischmann hatte einen Sohn W. Thurecht Fleischmann (1794–1886). Dessen Sohn Alexander Fleischmann (1826–1891) übersetzte den Roman Looking Backward von Edward Bellamy „Ein Rückblick aus dem Jahre 2000 auf das Jahr 1887“, Wiegand, Leipzig 1890, der binnen eines Jahres sieben Auflagen erlebte.
Thurecht Fleischmann heiratete 1820 Antoinette Sophie von Schulthes (1798–1883), eine Tochter aus der Ehe von Johann Adolf von Schultes mit Friederike von Imhoff, „die Blonde“ genannt (1768–1811). Letztere ist eine Cousine von Amalie von Imhoff.
B.A. Johanna Müller (Künstlername: Müller-Koburg, 1860–1947), Tochter von Alexander Fleischmann, war Schriftstellerin, Malerin und Übersetzerin. Sie hat viele Landschaftsbilder mit Motiven von Ostsee, Berlin und Coburg hinterlassen und malte u. a. in Ahrenshoop.